# Древковое оружие

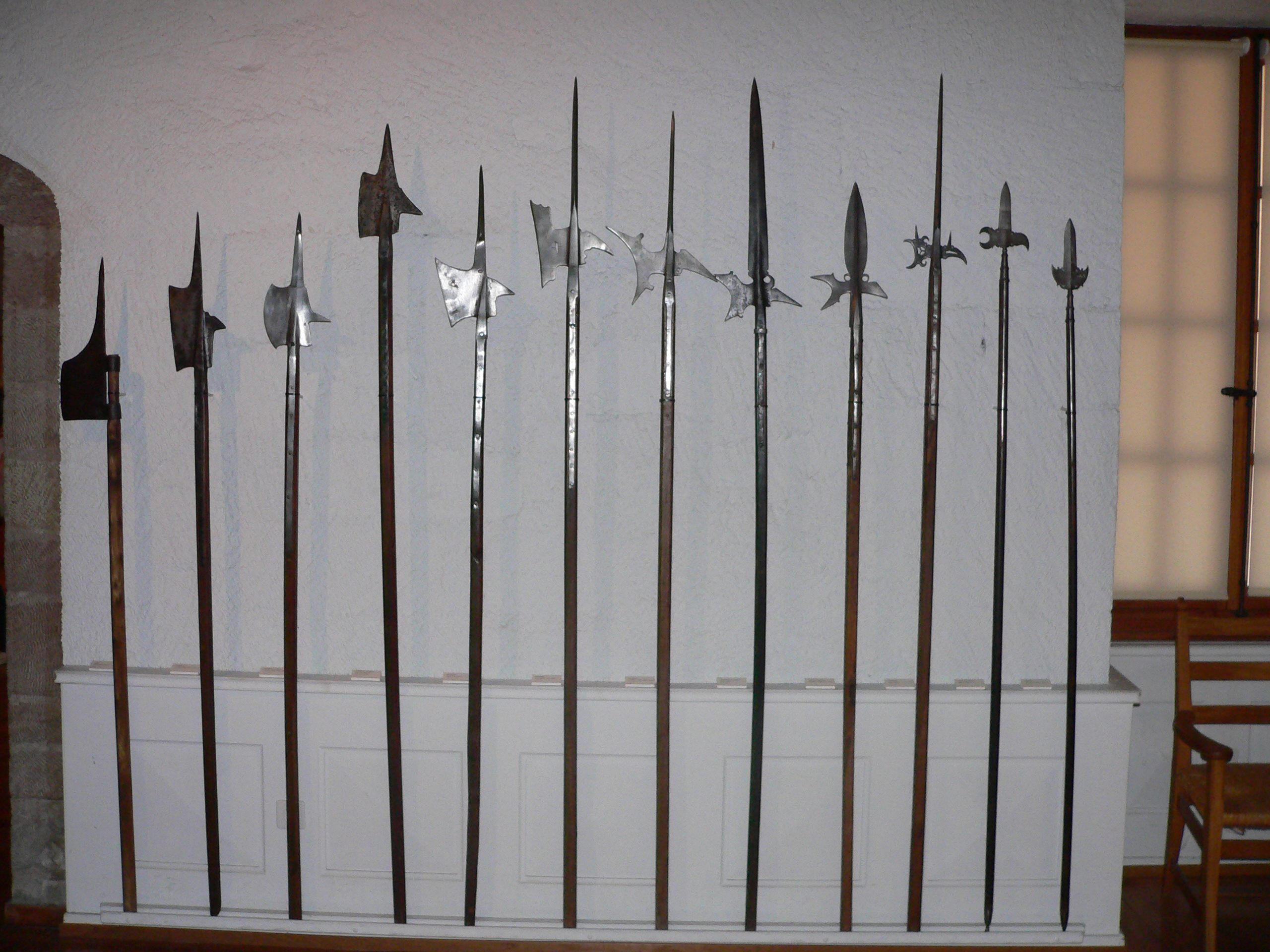
Различные алебарды

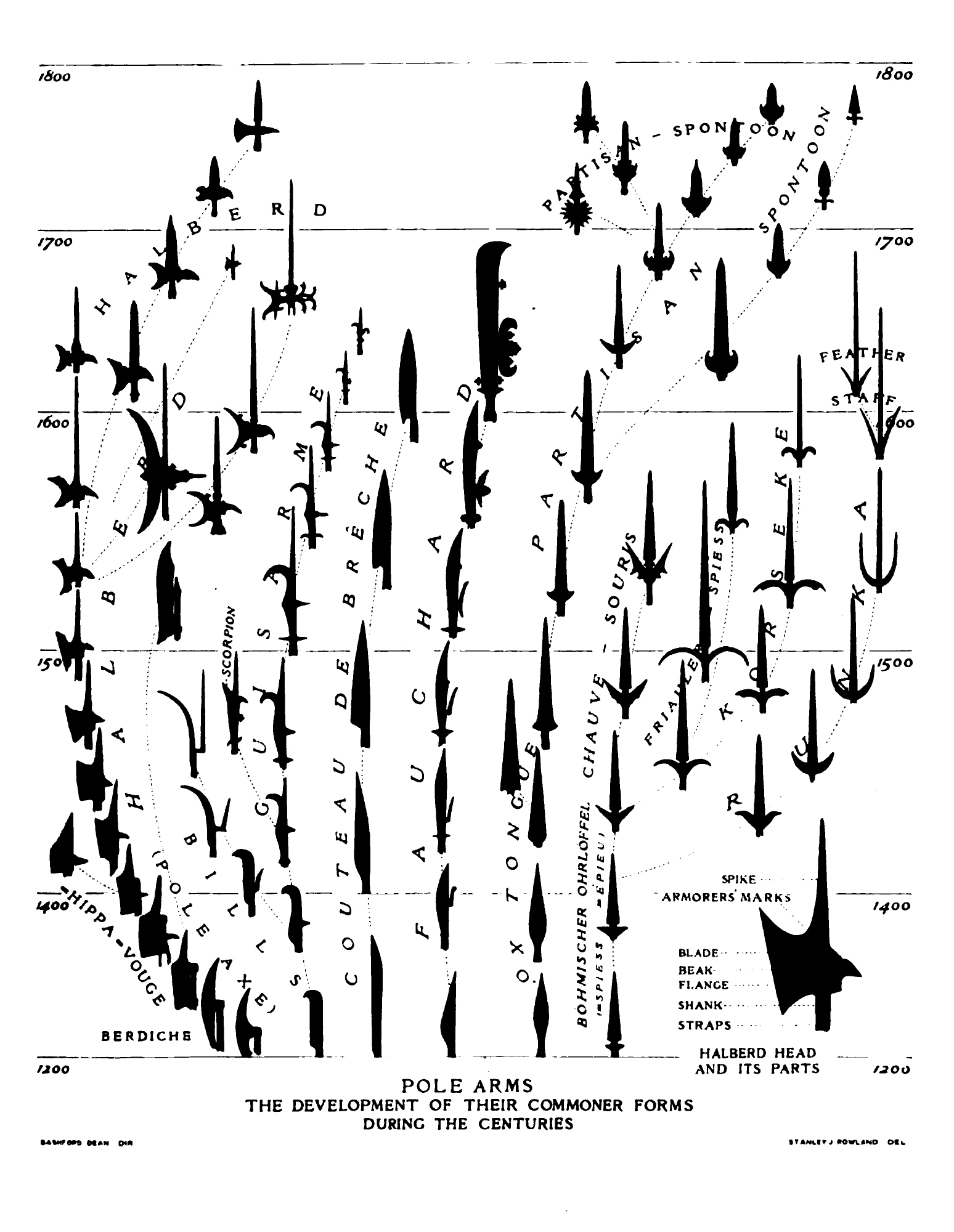
Древковое оружие: развитие от простых форм до более сложных, в течение столетий.

Дре́вковое ору́жие — разновидность холодного оружия, характеризуемая наличием протяжённой рукояти — дре́вка, на котором прочно и неподвижно закреплена боевая часть.

## Древко
Как правило, оно деревянное (в Восточной Азии также бамбуковое), в виде стержня круглого или овального сечения (бывают и исключения). На Руси также носило названия стружие́, иске́пище и ра́товище. Древко может оковываться металлом либо иметь лангеты (помочи, пожилины) — металлические полосы-накладки для усиления и защиты от перерубания противником; может обматываться шнурами или ремнями для увеличения трения при удержании либо иметь петлю для руки; может иметь центральную втулку либо круглый щиток для руки (rondache); может быть усеяно шипами для защиты от захвата противником.
Согласно ГОСТ Р 51215-98 древковое оружие подразделяется по длине древка:
- Короткодревковое — до 120 сантиметров;
- Среднедревковое — 120—250 сантиметров;
- Длиннодревковое — от 250 сантиметров.

Наконечник или боевая часть может крепиться к древку разными способами, в зависимости от своего типа. Чаще — с помощью хвостовика или втулки, а также надеваться сквозь отверстие (проушину) и фиксироваться. На противоположном конце древка иногда может быть небольшой дополнительный наконечник — подток, служащий для упора в землю и как дополнительный поражающий элемент.
Помимо оружия древко может использоваться для крепления на нём полотнища знамени, флага, хоругви и тому подобных изделий. При этом небольшие флажки или вымпелы могут носиться непосредственно на копьях или пиках. От первоначальных копий древки знамён унаследовали подобные копейным наконечники — навершия.

## Типология

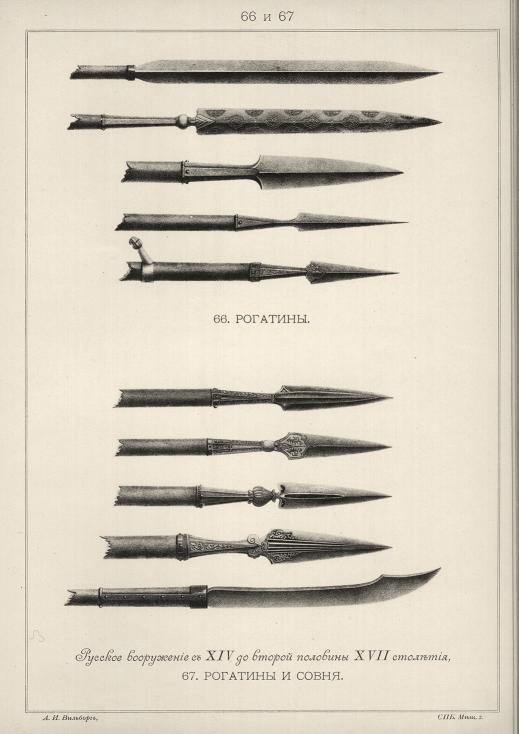
Рогатины и совня

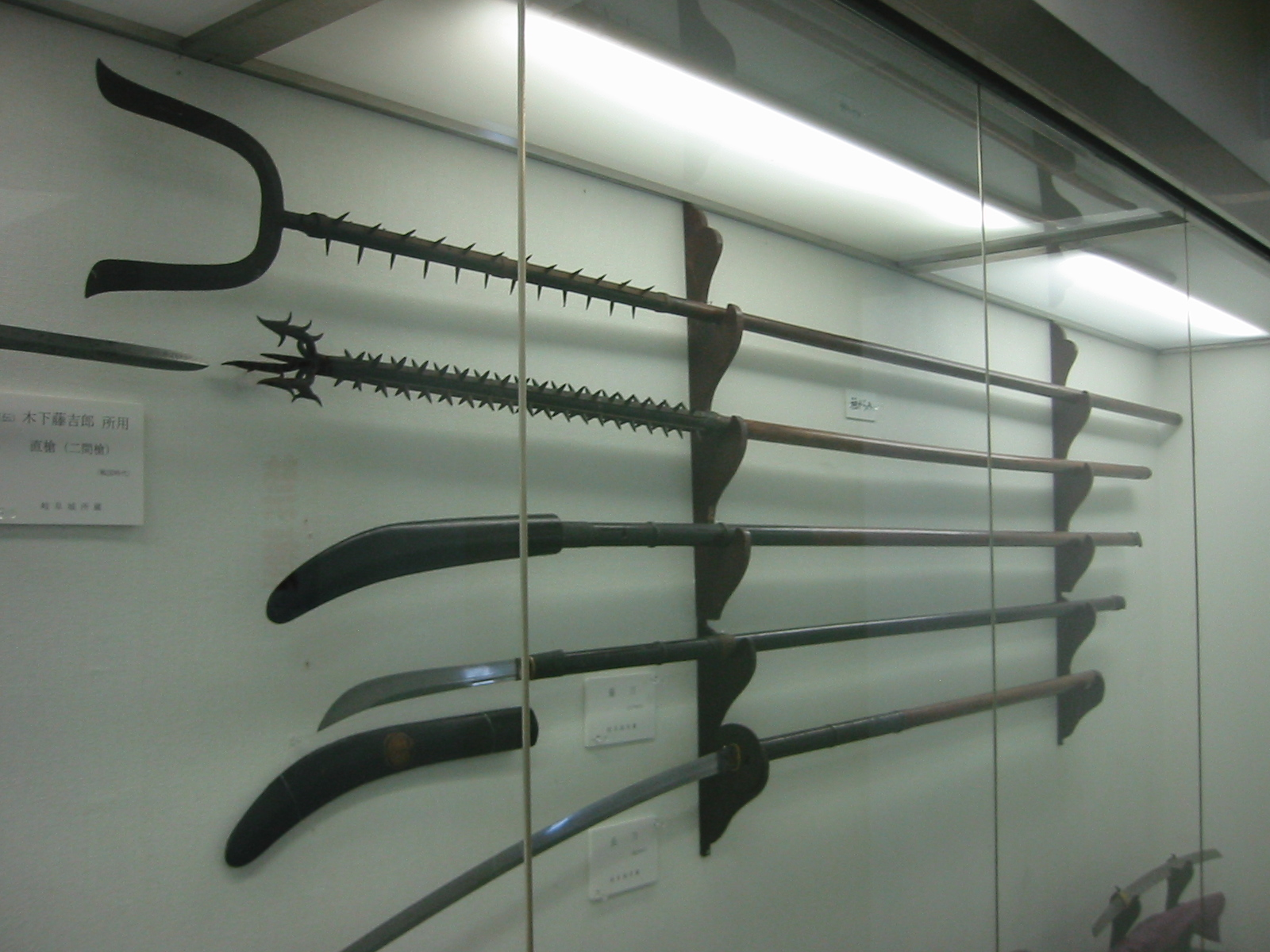
Сасумата, содэгарами, две нагинаты, нагамаки

Древковое оружие — один из древнейших инструментов. А первым его типом, вероятно, было простейшее копьё, поначалу представлявшее собою заострённую палку. Его возникновение относят к палеолиту. У такого копья остриё обжигали на огне для придания ему прочности. Затем, в эпоху мезолита 12—17 тысяч лет назад, оно было снабжено костяными и каменными наконечниками. Они предназначались для охоты, потому к концу палеолита относят появление нового типа древкого оружия — гарпуна с зазубренным костяным наконечником, удобного для охоты на водных обитателей. Появляются и различные разновидности копий, в частности — лёгкие дротики, удобные для метания. Позднее делаются металлические наконечники. В итоге в оружейной истории известно большое разнообразие копий: пика, ланс, сариса, сулица, рогатина, ассегай, джид, пилум и так далее.
Боевые топоры — короткодревковое оружие. Своё начало ведут от рабочих топоров, приспосабливаемых для боя. Они отличались проушным способом крепления к рукояти. Со временем они разделились на несколько видов, каждый из которых был предназначен для своих целей. При удлинении рукояти появились секиры, среднедревковые бердыши. Вместе с тем шло развитие и в другую сторону, направленное на увеличение пробивных свойств, оно приводило к сужению боевой части, так появились чеканы и клевцы. Их иногда классифицируют как боевые молоты, что вполне справедливо, поскольку они представляют собою именно ударно-раздробляющее древковое оружие с проушным способом крепления наконечника к рукояти.
Однако боевые молоты не обязаны иметь клюв-пробойник. Они могут иметь сходный с палицей или булавой оглушающий и раздробляющий принцип действия. Сама булава также является разновидностью короткодревкового оружия, характеризуемой закреплённой на рукояти боевой части. Булавы с каменным навершием относятся к неолиту, потом они становится металлическими и приобретает разнообразные формы. Такие как булавы с шипами, моргенштерны, многолопастные булавы. А вот боевой цеп и кистень, хотя и имеют рукоять, к древковому оружию не относятся, так как отличаются подвижной боевой частью.
Из сельскохозяйственной косы появился другой тип древкового оружия — боевая коса. Наконечник в ней был не перпендикулярен, а сонаправлен с древком. Поэтому данное оружие имело колюще-режущее и рубяще-режущее действие. Европейским типом такого оружия является глефа и её разновидности. Но выводить всё подобное оружие от косы нельзя. Например, русская совня считается[кем?] разновидностью рогатины, китайское гуань дао и японская нагината — клинком меча (сабли) на копейной рукояти.
Копьё могло дополняться другими элементами. Например, при добавлении крюка появился багор. В средневековой Европе появился особый тип древкового оружия, представлявший собой объединение копья, топора, а нередко и чекана — алебарда. От орудия для подрезания веток появилась гвизарма, похожая на боевой багор, но отличающаяся заточкой. От трезубой рыболовной остроги произошёл боевой трезубец. От сельскохозяйственных вил — боевые, хотя особой популярностью это оружие не пользовалось. К другим типам редкого древкового оружия относится боевой ухват и даже боевые грабли.